# دولت‌آباد (مرند)

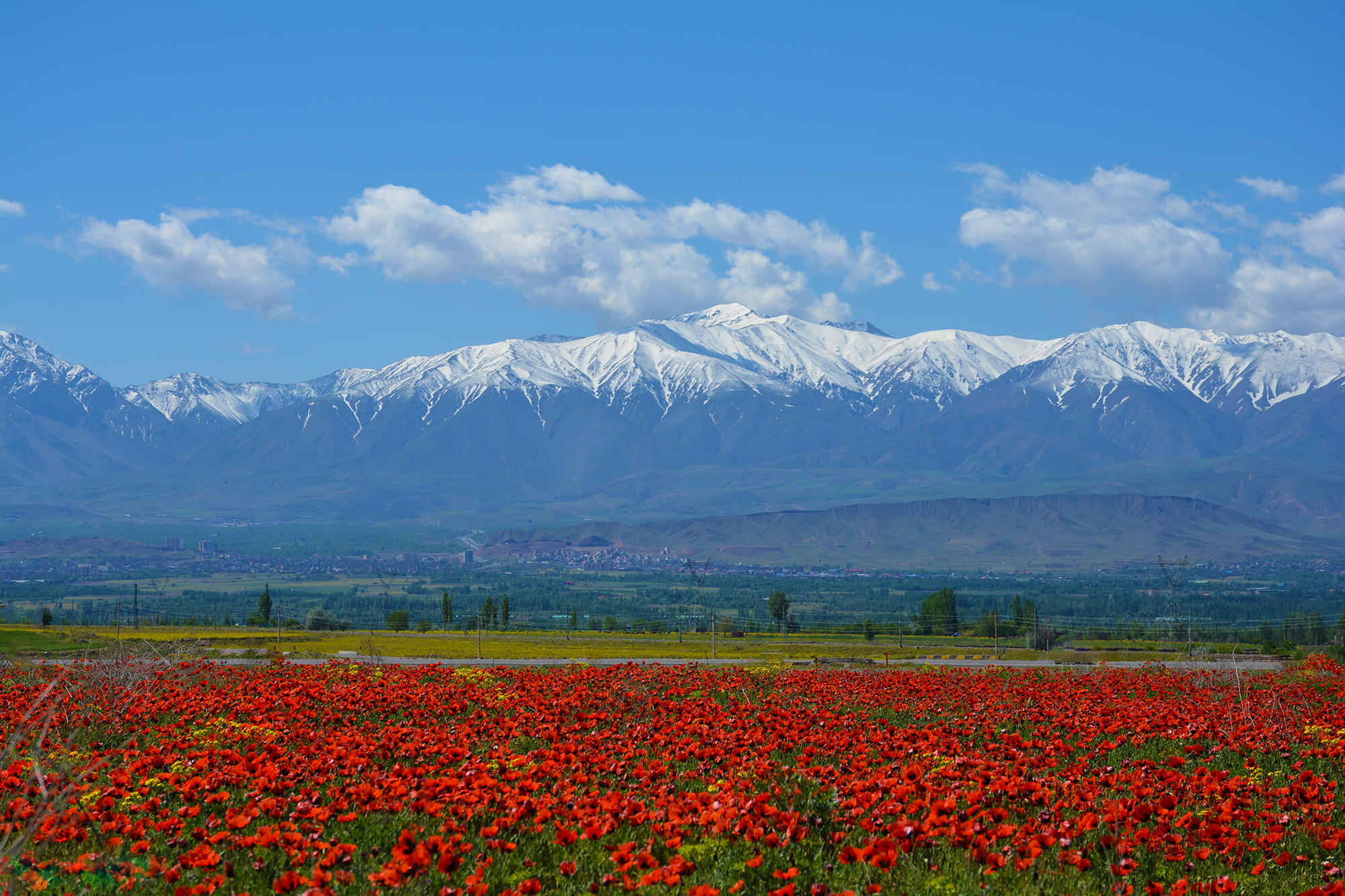
روستای دولت‌آباد

دولت‌آباد یکی از روستاهای استان آذربایجان شرقی است که در دهستان دولت‌آباد بخش مرکزی شهرستان مرند واقع شده‌است. این دهستان که در حال تبدیل شدن به شهر است در حدود ۱۶۰۰۰ نفر جمعیت می‌باشد که بیش از نیمی از جمعیت آن بعلت اشتغال در شهرهای توابع و یا پایتخت ساکن می‌باشند. این دهستان دارای مناطق گردشگری خدادادی و باغات بسیاری می‌باشد. این دهستان با روستاهای ابرغان وهوجقان  وبنگین و کوهناب و ساری تپه همسایه می‌باشد که همگی از توابع دولت آباد محسوب می‌شوند
محصولات
محصولات کشاورزی این منطقه گندم و آفتابگردان و آلبالو و زرد آلو و سیب است، ولی در چند سال اخیر کشاورزان به کاشت بادام و پسته در این منطقه روی آورده اند
1. ↑  «هوجقان - ویکی‌پدیا، دانشنامهٔ آزاد». fa.m.wikipedia.org. دریافت‌شده در ۲۰۲۱-۰۲-۱۲.
2. ↑  «برداشت 350 تن بادام از باغات شهرستان ویژه مرند». خبرگزاری ایانا. دریافت‌شده در ۲۰۲۱-۰۵-۰۶.
3. ↑  «برداشت 350 تن بادام از باغات مرند». ایسنا. ۲۰۲۰-۰۹-۰۷. دریافت‌شده در ۲۰۲۱-۰۵-۰۶.